# Iglesia de San Pedro Apóstol (Vilaflor)
La iglesia de San Pedro Apóstol es un templo católico situado en el término municipal de Vilaflor de Chasna, en la isla de Tenerife —Canarias, España—. Es la parroquia matriz del municipio y de la comarca histórica de Abona.

## Historia
El poblador catalán Pedro Soler y su esposa, Juana de Padilla, fundadores de Vilaflor, levantaron una ermita hacia 1530. En 1568 la ermita es elevada al rango de parroquia por el arcediano Juan Salvago, convirtiéndose en la sede del beneficio eclesiástico de Abona que aglutinaba los lugares de Vilaflor, Arona, Granadilla, San Miguel y Arico.
La ermita es ampliada por la familia Soler entre 1615 y 1675, construyéndose la capilla mayor y dándole el cuerpo de iglesia moderno.
En 1626 fue bautizado en esta iglesia Pedro de San José de Betancur (el Santo Hermano Pedro), misionero en Guatemala y primer santo canario, canonizado en 2002 por el papa Juan Pablo II.

## Características

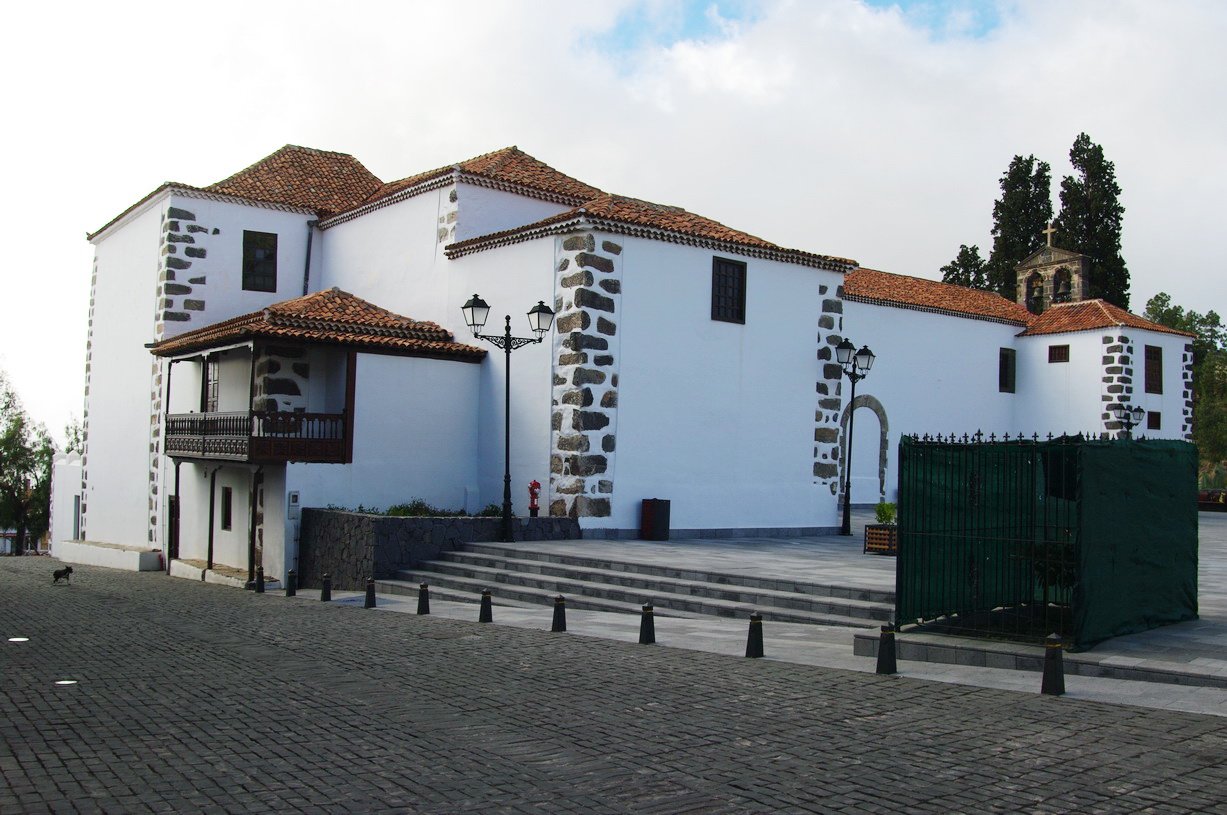
Trasera de la iglesia.

La iglesia se presenta como un templo de una sola nave y planta de cruz latina, con sendas capillas laterales comunicadas con el presbiterio, baptisterio a los pies y una sacristía más moderna adosada a la capilla del lado del Evangelio y abierta a la calle mediante un balcón lígneo. Los muros de mampostería se refuerzan con sillares esquineros en cantería basáltica, que aseguran la trabazón de los paramentos, adaptándose el conjunto a la pendiente del terreno por medio de un graderío pétreo que lo regulariza. Los vanos son escasos y se limitan a las portadas en cantería y un cierto regusto neoclásico, delimitadas mediante pilastras y rematadas por un frontón triangular con flameros. Sobre la portada principal se abre una sencilla ventana cuadrada de ciertas dimensiones, mientras que los restantes huecos corresponden a ventanas de cuarterones enmarcadas en cantería.
En el interior, el arco toral se apea sobre columnas adosadas sobre altos plintos, con el sol tallado en la clave, simbolizando el linaje que ejerce su patronazgo, los Soler. El artesonado es mudéjar en la nave, de par y nudillos, con tirantes dobles unidos por lacería y sobre pares de canes en el buque. El presbiterio presenta un artesonado ochavado, de cuatro faldones con limas moamares y tirantes en la colateral del Evangelio y octogonal con pechinas, decoradas por lacería y harneruelo con pinjante en la de la Epístola. A los pies del templo, un coro alto en madera sobre la puerta principal y los sencillos retablos que se distribuyen en la nave única completan los elementos característicos de la iglesia. Y también ahí que decir que quemaron la tumba de los fundadores del pueblo y mataron a su hijo y después compraron en 4 pesetas los terrenos del Márquez a su hermana por los mismos que lo mataron ya vale de desprestigiar y no reconocer en los edificios de esta familia la función que tuvieron de mejorar la civilización. Es indignante este cabildo que ni una placa de reconocimiento y aclarar dónde están los restos de esta familia .

## Bien de Interés Cultural
En 1986 la iglesia fue declarada Monumento Histórico-Artístico de interés para la Comunidad Autónoma de Canarias, siendo modificada la categoría del Bien en 2005, añadiéndose además su delimitación gráfica y escrita, la justificación de la delimitación y la descripción, así como los bienes muebles vinculados al mismo.
La delimitación del Bien engloba los inmuebles con fachada a la plaza y a la calle Doctor Pérez Cáceres, con fachada trasera al Callejón del Canario. Asimismo, se incluyen la totalidad de los inmuebles ubicados en los lados sur y oeste de la plaza, junto con la parcela correspondiente a la Casa de los Soler y el solar anejo al este. También se incorpora la denominada Casa de los Molinos, emplazada al oeste de la de los Soler y el espacio comprendido entre la fachada trasera de los inmuebles de la plaza y la carretera C-821, con objeto de incluir el Molino de El Cubo y el entorno seminatural que lo circunda.

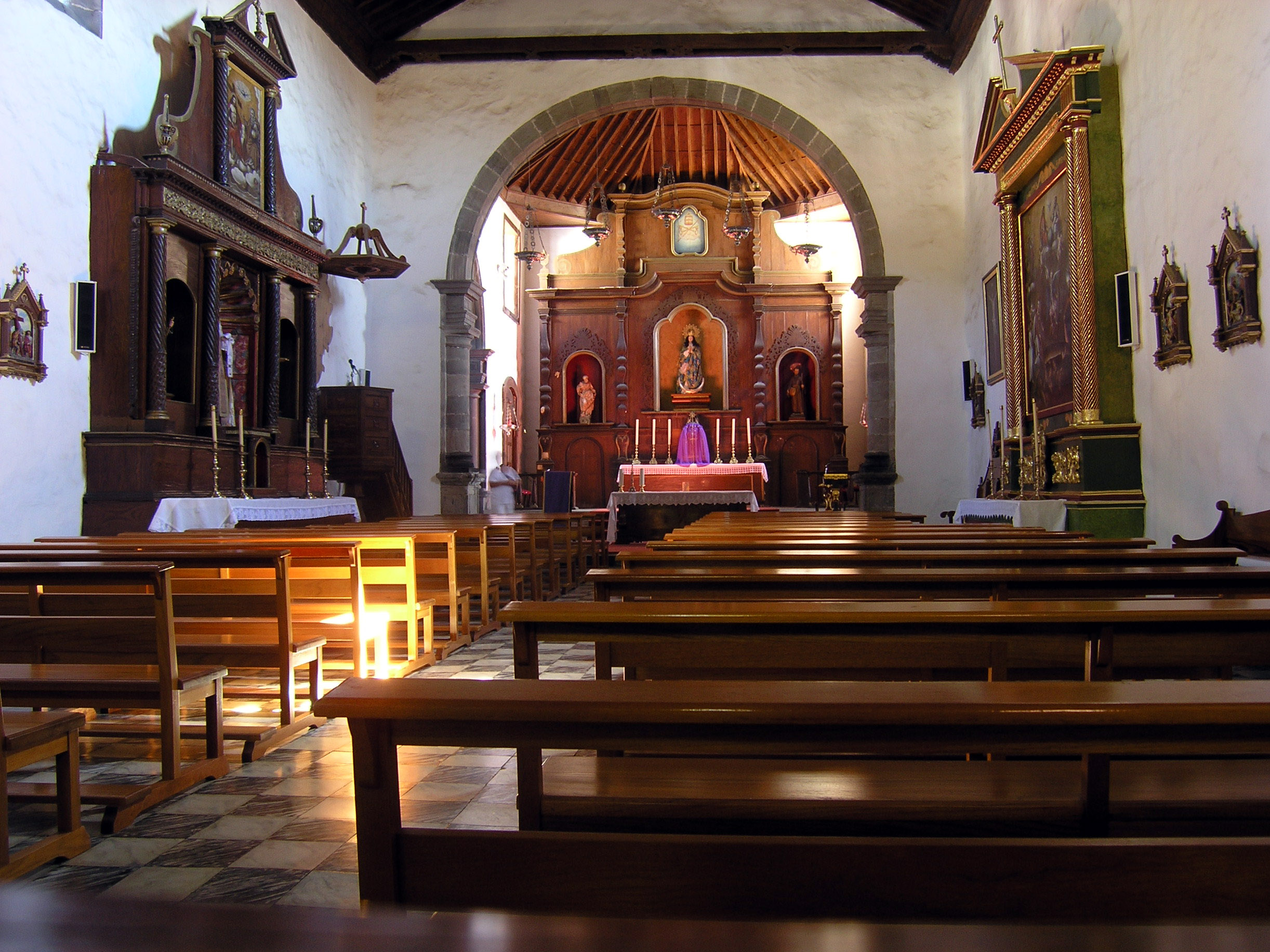
Interior del templo.

El BIC incluye una serie de bienes vinculados al monumento. Estos son:
- Retablo del Nazareno, siglo XIX, autor anónimo.
- Retablo y cuadro de Ánimas, óleo sobre lienzo, siglo XVIII, autor anónimo.
- Retablo del Rosario, siglo XVII-XVIII, autor anónimo.
- Virgen del Rosario, escultura de vestir, siglo XVIII, autor anónimo.
- San Andrés, escultura de bulto redondo, siglo XVII, autor anónimo.
- San Agustín, escultura de vestir, siglo XVII, autor anónimo.
- Escudo de los marqueses de Soler, óleo sobre lienzo, siglo XVIII.
- Retablo Mayor, siglo XIX, autor anónimo.
- Inmaculada Concepción, imagen de vestir, siglo XIX, autor anónimo.
- San Pedro, escultura de alabastro, siglo XVII, autor anónimo.
- Retablo del Calvario, siglo XVIII-XIX, autor anónimo.
- Virgen de Los Dolores, escultura de vestir, siglo XVIII, autor anónimo.
- San Juan Evangelista, escultura de vestir, siglo XVIII.
- Crucificado, escultura de bulto redondo, siglo XVII, autor anónimo.
- Cristo Difunto, escultura de bulto redondo, siglo XVII, autor anónimo.
- Retablo de Nuestra Señora del Carmen, siglo XVIII, autor anónimo.
- Virgen del Carmen, escultura de vestir, siglo XVIII, autor anónimo.
- San Francisco, escultura de bulto redondo, siglo XVIII, autor anónimo.
- Santo Domingo de Guzmán, escultura de bulto redondo, siglo XVIII, autor anónimo.
- Retablo mural, temple sobre pared, siglo XVII-XVIII, autor anónimo.
- Retablo del Señor de la Humildad y Paciencia, siglo XIX, autor anónimo.
- Señor de la Humildad y Paciencia, escultura de bulto redondo, siglo XIX, autor anónimo.
- Niño Jesús, escultura de bulto redondo, autor anónimo.
- San Juan Bautista Niño, San Juanito, escultura de bulto redondo, siglo XVII, autor anónimo.
- Santa Ana, escultura de bulto redondo, siglo XVII, autor anónimo.
- San Juan Bautista, escultura de bulto redondo, siglo XVI, autor anónimo.
- Busto de santo, sin identificar, siglo XVI-XVII, autor anónimo.
- Niño Jesús, escultura de bulto redondo, siglo XVII, autor anónimo.
- San Periquito, escultura de vestir, con cabeza y manos de marfil, siglo XVIII, autor anónimo.
- Cruz de madera y peana (andas).
- Custodia, plata sobredorada, repujada, siglo XVIII.
- Incensario de plata.
- Cáliz, plata sobredorada y repujada (dos).
- Naveta de plata.
- Tiara de San Periquito, plata.
- Atril de plata repujada, sobre armazón de madera, siglo XVIII.
- Llave del sagrario (baúl pequeño de plata).
- Cruz de plata repujada.
- Ostra de plata.
- Candelabros de plata. Ubicación: cuatro en el Retablo Mayor, siglo XVIII, y seis sobre el altar.
- Cáliz de plata repujada, autor anónimo.
- Cruz procesional de plata, cincelada y repujada, y dos ciriales de plata. Ubicación: sacristía y Capilla Mayor respectivamente.
- Pila bautismal, siglo XVIII, piedra basáltica.
- Pila bautismal, piedra basáltica.
- Banco de madera.
- Armonio, autor anónimo, siglo XIX.